# Dick Celeste

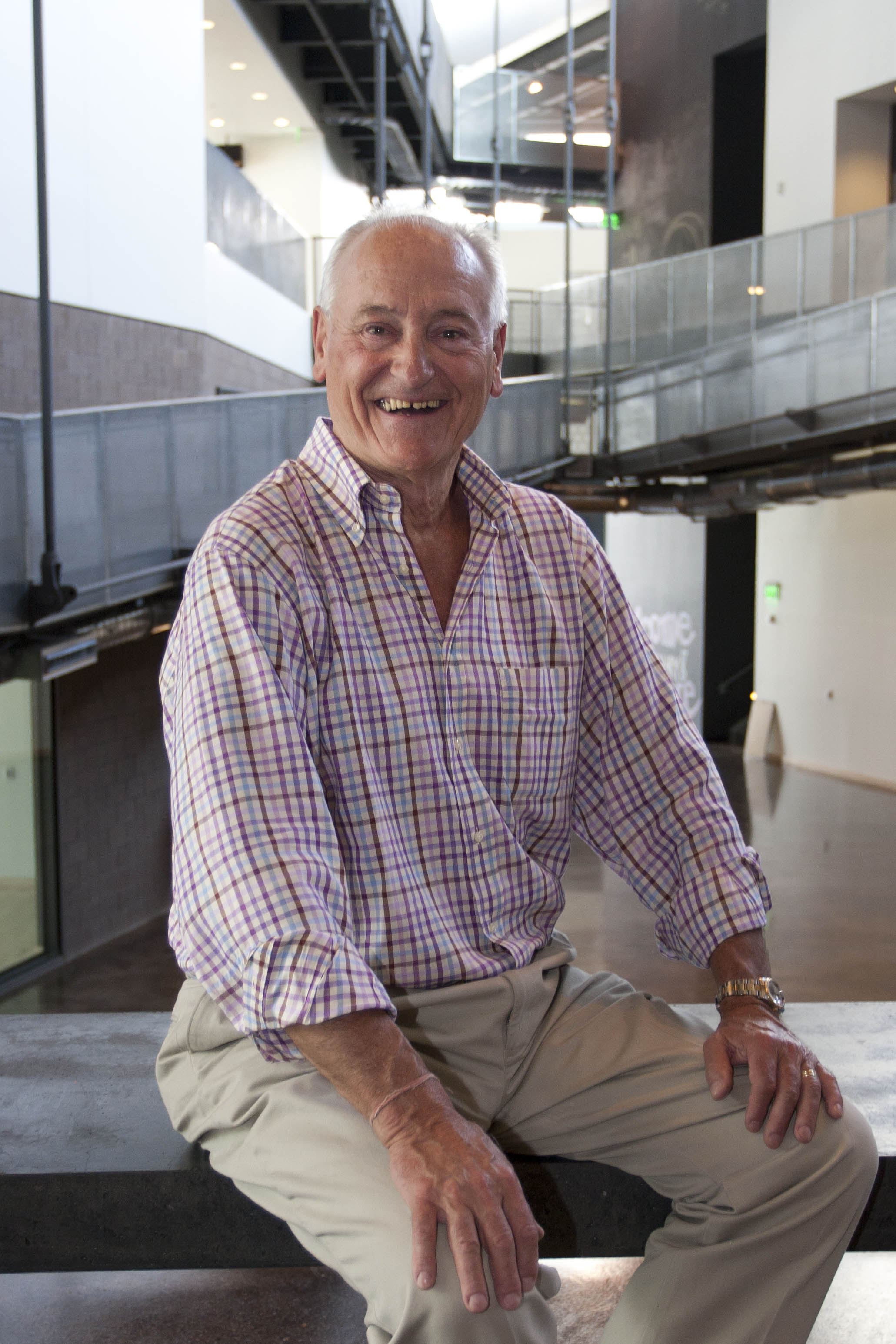
Dick Celeste (2008)

Richard Frank „Dick“ Celeste (* 11. November 1937 in Cleveland, Ohio) ist ein US-amerikanischer Politiker (Demokratische Partei), der von 1983 bis 1991 Gouverneur von Ohio war. Bevor er seine Laufbahn im öffentlichen Dienst antrat, war er Rhodes-Stipendiat.

## Frühe Jahre und politischer Aufstieg
Dick Celeste absolvierte im Jahr 1959 die Yale University mit der Note Magna Cum Laude. Im Jahr 1961 setzte er sein Studium an der University of Oxford in England fort. Nach seiner Rückkehr in die USA fungierte er als Assistent des amerikanischen Botschafters in Indien.
Celestes eigentlicher politischer Aufstieg begann im Jahr 1970 mit seiner Wahl in das Repräsentantenhaus von Ohio. Zwischen 1975 und 1979 war er Vizegouverneur von Ohio. Danach wurde er von US-Präsident Jimmy Carter als Nachfolger von Carolyn R. Payton zum Direktor des Friedenscorps ernannt. Dieses Amt übte er von 1979 bis 1981 aus. Im Jahr 1982 wurde Celeste zum neuen Gouverneur von Ohio gewählt.

## Gouverneur von Ohio
Celeste trat sein neues Amt am 10. Januar 1983 an. Nach einer Wiederwahl im Jahr 1986 konnte er bis zum 14. Januar 1991 im Amt bleiben. Seine Amtszeit verlief nicht ohne Kritik an seiner Politik und seiner Regierung. Das Büro zur Entschädigung von Arbeitsunfällen (Workers Compensation Office) wurde zunehmend ineffizienter und unorganisierter. Dadurch wurde die Abwicklung vieler Schadensfälle immer schwieriger.  Untersuchungen in der Verwaltung der Regierung führten zur Aufdeckung einiger krimineller Aktivitäten. Davon war der Gouverneur persönlich nicht betroffen, es schadete aber seinem Ansehen.

## Weiterer Lebenslauf
Nach dem Ende seiner Amtszeit gründete er die Beratungsgesellschaft „Celeste & Sabety Ltd.“ in Columbus. Von 1997 bis 2001 war Celeste als Nachfolger von Frank Wisner US-Botschafter in Indien. Im Jahr 2002 wurde er Präsident des Colorado College, was er bis 2011 blieb. Er gehört ferner dem Council on Foreign Relations an. Celeste war in erster Ehe mit Dagmar Braun Celeste verheiratet, mit der er sechs Kinder hat, in zweiter Ehe hat er ein weiteres Kind.